# 2,4-Dimetil-6-tert-butilfenol
2,4-Dimetil-6-tert-butilfenol je alkilisani fenol, koji se industrijski koristi kao antioksidans, npr. za sprečavanje formiranja lepljivih materija u gorivu, i kao ultraljubičasti stabilizator. On se koristi u kerozinu, benzinima, i avgasu. On je prozirna tečnost sa tačkom topljenja od 21-23 ° i tačkom ključanja od 248-249 °. On se takođe koristi u štamparskoj industriji. Stabilan je u kiselim, neutralnim, i alkalinim rastvorima, i smatra se da nije lako biorazgradiv. On ne apsorbuje UV svetlost, i stoga ne podleže direktnoj fotodegradaciji.
On je prodaji pod imenom Topanol A. Prisutan je u antioksidansnim smešama AO-30, AO-31, AO-32, IONOL K72, IONOL K78, IONOL K98, i drugim.